# Yuan Huan
Yuan Huan (袁渙) va ser un militar xinès, oficial de la dinastia Han. Durant els anys 190, va servir sota el comandament de Liu Bei, Yuan Shu i Lü Bu. Va morir abans del 220.